# Coteaux-de-l'aubance
Le coteaux-de-l'aubance est un vin blanc moelleux d'appellation d'origine contrôlée produit sur les coteaux bordant l'Aubance, un petit affluent situé en rive gauche de la Loire, comme le Layon qui coule plus à l'ouest. Cette appellation fait partie du vignoble de la vallée de la Loire.

## Histoire

### Bas Moyen Âge
Les premières traces avérées de ce vignoble se trouvent à partir de 1515 au château de Brissac. D'autres domaines viticoles dépendant de la noblesse locale apparaissent à la fin du XVIe siècle. Ces vins, joints à ceux des bourgeois de la ville d'Angers, approvisionnent « les détaillants de boisson des communes environnantes, notamment les communes de Mûrs-Erigné et Saint-Mélaine-sur-Aubance ». Ce commerce joue un rôle important dans le développement du vignoble.
Ce vin était de grande qualité puisque, jusqu'au XVIIe siècle, il attira le négoce hollandais qui acceptait de payer les fortes taxes de la douane d’Ingrandes-sur-Loire. Ce commerce cessa avec l'abolition des droits de péage à la Révolution.

### Période moderne
Une première interruption de ce négoce date de 1672, à cause de la guerre de Hollande. Il reprit ponctuellement sous Louis XVI grâce à la canalisation du Layon. Celle-ci fut réalisée dès 1776 par la Compagnie des Mines de la Houille de Saint-Georges-Chatelaison. Ce qui mit fin au transport des vins par charrois jusqu’au port de Juigné-sur-Loire.

### Période contemporaine
Le phylloxéra atteint les vignes d'Anjou. Les premières taches apparaissent, en 1883, à Martigné-Briand. A. Bouchard conseille l'arrachage des vignes très atteintes, avec indemnisation, et le traitement au sulfate de carbone pour celles moins atteintes. Mais la véritable solution pour vaincre l'insecte fut appliquée, en 1889, grâce à des vignes greffées sur des variétés américaines (« champs d'essais »  à Savennières en 1889, à Chacé en 1890, etc.).
« En 1922, le nom de « Coteaux de l’Aubance » est mentionné pour la première fois sur une déclaration de récolte ». Trois années plus tard, en 1925, le « Syndicat des viticulteurs des Coteaux de l'Aubance » est fondé par les viticulteurs dans le but de: « faire connaître par le monde entier les vins réputés de son terroir et cependant ignorés au loin ».
L’AOC « coteaux de l'Aubance » est déclarée comme appellation d'origine contrôlée par décret du 18 février 1950, pour un vin blanc issu de raisins récoltés à surmaturité par tries successives. Le cahier des charges de l'appellation a été modifié en janvier 2024.

## Étymologie
« L'Aubance est un petit affluent de la Loire, emblématique de cette zone géographique et qui coule vers le Nord, depuis sa source et jusqu'à la commune de Brissac-Quincé. ».

## Situation géographique
Ce vignoble se situe en Maine-et-Loire, au sud d'Angers, et couvre dix communes autour de Brissac.

### Orographie
Le vignoble de l'Aubance est implanté sur un terroir viticole longeant la vallée de la Loire. Il est aussi traversé par la rivière l'Aubance et par un bras important de la Loire nommé le Louet. La topographie se compose essentiellement de coteaux.

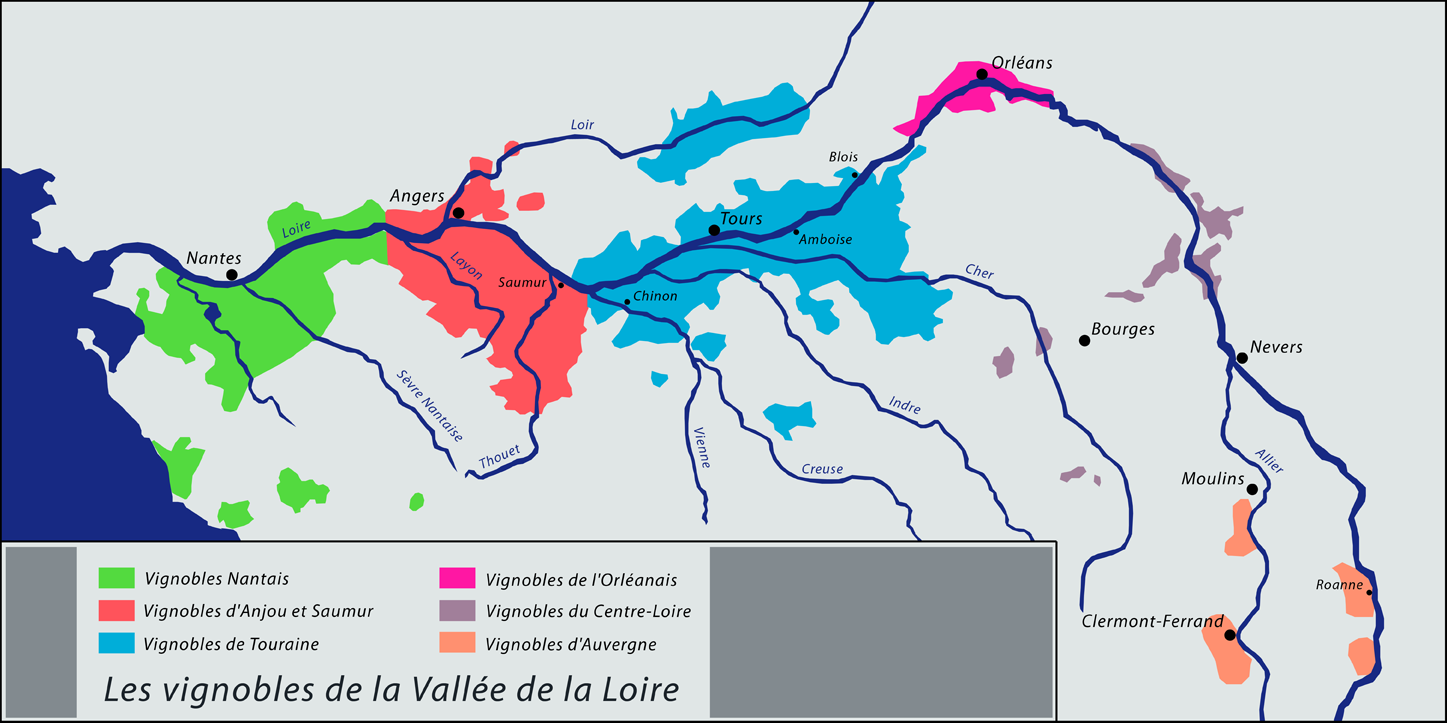
Vignobles de la vallée de la Loire

### Géologie
Le vignoble se trouve sur un sol peu profond composé de schistes datant du Silurien et de l'Ordovicien. 

### Températures
| Mois | Janv | Fév | Mars | Avr  | Mai  | Juin | Juil | Août | Sept | Oct  | Nov | Déc | Année |
| --- | ---- | --- | ---- | ---- | ---- | ---- | ---- | ---- | ---- | ---- | --- | --- | ----- |
| Températures moyennes du département (°C)                                                                                 | 4,5  | 5,4 | 7,8  | 10,1 | 13,4 | 16,6 | 18,6 | 18,4 | 16,2 | 12,2 | 7,6 | 5,4 | 11,3  |
| Source : Anjou, Maine-et-Loire, Encyclopédie Bonneton, seconde édition, Paris, 1992. Données moyennes entre 1951 et 1980. |      |     |      |      |      |      |      |      |      |      |     |     |       |

| Mois                                                  | Janv | Fév | Mars | Avr  | Mai  | Juin | Juil | Août | Sept | Oct  | Nov  | Déc | Année |
| ----------------------------------------------------- | ---- | --- | ---- | ---- | ---- | ---- | ---- | ---- | ---- | ---- | ---- | --- | ----- |
| Températures maximales moyennes à Angers (°C)         | 7,9  | 9,2 | 12,6 | 15,3 | 19   | 22,6 | 24,9 | 24,7 | 21,8 | 17   | 11,4 | 8,4 | 16,2  |
| Températures minimales moyennes à Angers (°C)         | 2,1  | 2,2 | 3,9  | 5,6  | 8,9  | 11,8 | 13,6 | 13,4 | 11,3 | 8,4  | 4,6  | 2,8 | 7,4   |
| Températures moyennes à Angers (°C)                   | 5    | 5,7 | 8,2  | 10.4 | 13,9 | 16,2 | 19,2 | 19,1 | 16,5 | 12,7 | 8    | 5,6 | 11,8  |
| Source : Climatologie de 1947 à 2008 - Angers, France |      |     |      |      |      |      |      |      |      |      |      |     |       |

### Insolation
Tableau de la durée mensuelle d'ensoleillement (heures/mois) :
| Mois | Janv | Fév  | Mars  | Avr   | Mai   | Juin  | Juil  | Août  | Sept  | Oct   | Nov  | Déc  | Année  |
| --- | ---- | ---- | ----- | ----- | ----- | ----- | ----- | ----- | ----- | ----- | ---- | ---- | ------ |
| Département | 71,5 | 92,4 | 151,7 | 195,5 | 223,1 | 236,3 | 255,2 | 232,3 | 187,8 | 140,0 | 81,7 | 62,3 | 1929,6 |
| Angers | 70   | 92   | 141   | 179   | 201   | 234   | 248   | 237   | 191   | 129   | 89   | 65   | 1877   |
| Source : Climatologie de 1947 à 2008 - Angers, France et Anjou, Maine-et-Loire, Encyclopédie Bonneton, seconde édition, Paris, 1992. Données moyennes entre 1951 et 1980. |      |      |       |       |       |       |       |       |       |       |      |      |        |

## Vignoble

### Présentation

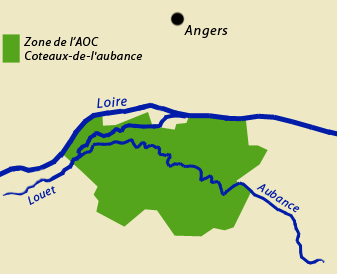
Carte de l'AOC Coteaux-de-l'aubance

Ce vignoble, classé AOC depuis 1950 (dernier décret en date : 12 octobre 2009), couvre une superficie de 160 hectares au sud d'Angers sur la rive gauche de la Loire.
Seuls ont droit à l'appellation  d'origine contrôlée coteaux-de-l'aubance les vins récoltés sur les territoires des :
- 10 communes de Maine-et-Loire : Brissac-Quincé, Denée, Juigné-sur-Loire, Mozé-sur-Louet, Mûrs-Erigné, Saint-Jean-des-Mauvrets, Saint-Melaine-sur-Aubance, Saint-Saturnin-sur-Loire, Soulaines-sur-Aubance et Vauchrétien[5].

### Encépagement

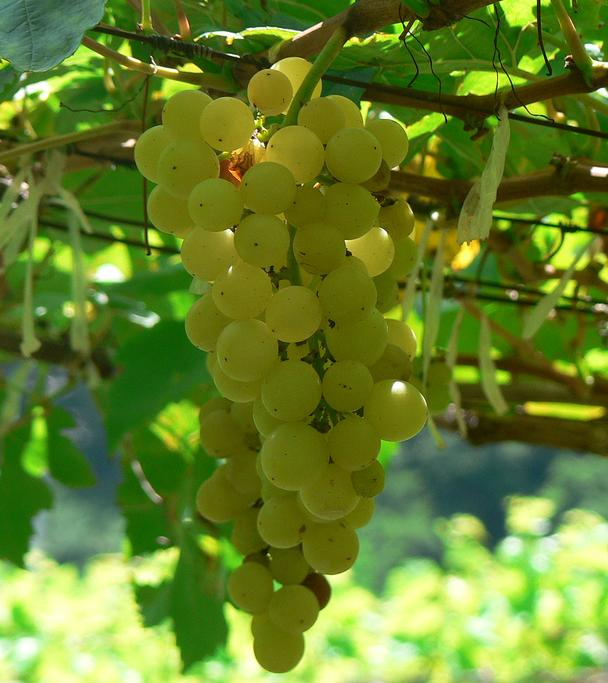
Cépage chenin blanc

Les vins des coteaux-de-l'aubance sont vinifiés exclusivement à partir du chenin blanc (pineau de Loire).

### Méthodes culturales
La taille de la vigne se fait selon la méthode « en Guyot » ou « en gobelet ». Les grains sont récoltés manuellement à surmaturité par vendanges successives. 

### Vinification et élevage
Le coteaux-de-l'aubance est un vin moelleux, c'est-à-dire un vin dont la teneur en sucre est de l'ordre de 10 à 45 grammes par litre. Ce type de vin est régi par une réglementation européenne. Il doit avoir une teneur en sucre après fermentation comprise entre 12 et 45 grammes par litre. Ce vin conserve « des sucres résiduels non fermentés et dont la teneur en sucre est de 10 à 45 grammes par litre au maximum ». Ces vins blancs sont élaborés à partir de cépages blancs qui possèdent, à la vendange, une très riche concentration en sucres.
La vinification est réalisée en cuves inox thermorégulées puis suivie d'élevage court en barriques. Avant l'embouteillage ces vins bénéficient d'une stabilisation tartrique par le froid

### Vin et gastronomie
Ces vins se gardent très bien en bouteille, jusqu'à 10 ans voire plus selon le millésime. Il s'accorde parfaitement avec les viandes blanches tel que l'agneau ou le poulet, ainsi qu'avec les desserts et pâtisseries. En saison, ce vin peut être servi avec des fruits comme les fraises, les pêches ou le melon. Il accompagne aussi le foie gras.